# 瓦尔努克罗格斯
瓦尔努克罗格斯是拉脱维亚尤尔马拉市内的街区，街区大致位于利耶盧佩河的右岸。而在利耶盧佩河和布柳佩河的交汇处是住宅区，它是距离尤尔马拉和里加市区最偏远的地带。并且由于43路公交车停运，导致这里没有公交车，因此这里的交通十分不便。距离该街区最近的商店和酒店都是4 km（2.5 mi）。